# Josef N. Neumann
Josef N. Neumann (* 1945) ist ein deutscher Mediziner.

## Werdegang
Er studierte Philosophie und Medizin. Nach der Promotion 1978 an der Albert-Ludwigs-Universität Freiburg absolvierte er die Ausbildung zum Arzt für Kinderheilkunde. Nach der Habilitation 1989 in Freiburg (Breisgau) im Fach Geschichte der Medizin leitete er von 1992 bis 2011 das Institut für Geschichte und Ethik der Medizin an der Universität Halle-Wittenberg. 

## Schriften (Auswahl)
- Eingeborenenheilkunde und europäische Medizin in Kamerun. Arzt und Kranker in der Konfrontation zweier Kulturen. Freiburg 1978, ISBN 3-87733-506-3.
- Die Medizin im Widerstreit von Technik und verantworteter Praxis. Modelle der medizinischen Wissenschaftstheorie seit dem 18. Jahrhundert. Freiburg 1988.
- Behinderte Menschen in Antike und Christentum. Zur Geschichte und Ethik der Inklusion. Stuttgart: Hiersemann, 2017, ISBN 3-7772-1713-1.